# Municipio de Fanapanges
El municipio de Fanapanges es un municipio de los Estados Federados de Micronesia. Se encuentra en el estado de Chuuk, en la parte occidental del país, a 700 km al oeste de Palikir, el centro del Gobierno Nacional. Tiene 681 habitantes (año 2011). El municipio de Fanapanges se encuentra en la isla de Fanapanges.
Principales núcleos de población del municipio de Fanapanges:
- Sapotiw
- Peniamwan

Las siguientes características naturales se pueden encontrar en el municipio de Fanapanges:
- Isla Fanapanges
- Pantanos de manglares
- Wichuk (colina)

Tiene clima tropical. La temperatura media es de 22 °C. El mes más caluroso es octubre, con 24 °C, y el más frío noviembre, con 23 °C. La precipitación media es de 3.807 milímetros al año. El mes más lluvioso es agosto, con 448 milímetros de lluvia, y el menos lluvioso enero, con 165 milímetros.